# 韦埃拉潘恰特拉姆
韦埃拉潘恰特拉姆（Veerappanchatram），是印度泰米尔纳德邦Erode县的一个城镇。总人口72607（2001年）。

## 人口
该地2001年总人口72607人，其中男性37308人，女性35299人；0—6岁人口7450人，其中男3928人，女3522人；识字率70.10%，其中男性为76.24%，女性为63.61%。